# Șoimul (Putna)
Șoimul je rijekau Rumunjskoj, desni pritok Putne. Ulijeva se u Putnu kod mjesta Mirceștii Noi. Duljina joj je 16 km, a površina porječja 50 km2. Iako je riječni kanal ispravljen i presječen te su izgrađeni nasipi za zaštitu od poplava, rijeka često poplavljuje selo Vânători, najmanje četiri puta u periodu 2005.-2006.